# Mu (famiglia di razzi)
I lanciatori Mu (chiamati anche M) sono stati una famiglia di vettori spaziali giapponesi a combustibile solido utilizzati fra il 1966 e il 2006. Questi razzi furono stati sviluppati dall'ISAS e venivano lanciati dal centro spaziale di Uchinoura. Le prime versioni erano utilizzate per lanci suborbitali; dal 1970 è stata disponibile la versione Mu-4S per i lanci orbitali. Dal 2003, i razzi Mu sono stati utilizzati dalla JAXA.

## Storia
L'Istituto di scienze spaziali e astronautiche (ISAS), un'agenzia spaziale giapponese dipendente dall'Università di Tokyo, aveva sviluppato nella seconda metà degli anni sessanta i razzi della serie Lambda. Con la versione Lambda 4S, l'ISAS riuscì a mettere in orbita il primo satellite artificiale giapponese chiamato Ōsumi, ma le caratteristiche del razzo e la sua capacità di carico troppo ridotta non gli permisero di essere trasformato in un vero lanciatore. Nel 1966 l'ISAS iniziò pertanto a sviluppare una nuova famiglia di razzi più potenti, i Mu, che avrebbero dovuto lanciare i futuri satelliti. A differenza di altre agenzie spaziali del mondo che optarono per una più efficiente propulsione a propellente liquido, l'ISAS decise di continuare a utilizzare motori a propellente solido. 
Il primo razzo della serie Mu, il Mu-1, effettuò un unico volo di prova suborbitale il 31 ottobre 1966. In seguito fu prodotto il Mu-3D, che effettuò un volo suborbitale di prova il 17 agosto 1969. Nel 1970 fu disponibile la versione Mu-4S per i lanci orbitali: il primo tentativo di lancio orbitale di questo vettore fu effettuato il 25 settembre 1970, ma il quarto stadio non si accese e il razzo non riuscì a raggiungere l'orbita. Il 16 febbraio 1971, fu lanciato con successo un altro razzo Mu-4S, che riuscì a mettere in orbita il satellite Tansei 1. Il Mu-4S fu poi sostituito dal Mu-3C (lanciato per la prima volta nel 1974) e dal Mu-3H (lanciato per la prima volta nel 1977). Successivamente fu disponibile il Mu-3S, utilizzato dal 1980. Il successivo razzo della famiglia Mu fu il Mu-3SII, utilizzato dal 1985 al 1995. Il Mu-3SII fu sostituito in servizio dalla versione M-V, utilizzata dal 1997 al 2006.

## Famiglia di razzi

### Mu-1
Razzo a cinque stadi, utilizzato per un lancio di prova suborbitale il 31 ottobre 1966.

### Mu-3D
Razzo a cinque stadi, utilizzato per un lancio di prova suborbitale il 17 agosto 1969.

### Mu-4S
Razzo a cinque stadi per lanci orbitali, poteva lanciare in orbita terrestre bassa un carico utile di 180 Kg. Fu lanciato quattro volte fra il 1970 e il 1972, ma il primo lancio fallì per la mancata accensione del quarto stadio. Gli altri lanci misero in orbita i satelliti Tansei 1, Shinsei e Denpa.

### Mu-3C
Razzo a quattro stadi, poteva lanciare in orbita terrestre bassa un carico utile di 195 Kg. Fu lanciato quattro volte tra il 1974 e il 1979 con tre successi e un fallimento (verificatosi nel 1976 per un guasto al secondo stadio).

### Mu-3H
Razzo a cinque stadi, poteva lanciare in orbita terrestre bassa un carico utile di 300 Kg. Fu lanciato tre volte con successo nel 1977 e nel 1978. 

### Mu-3S
Razzo a quattro stadi, poteva lanciare in orbita terrestre bassa un carico utile di 300 Kg. Ha effettuato quattro lanci con successo tra il 1980 e il 1984.

### Mu-3SII
Razzo a quattro stadi, poteva lanciare in orbita terrestre bassa un carico utile di 800 Kg. È stato lanciato otto volte tra il 1985 e il 1995; l’ultimo lancio (effettuato nel 1995) è stato un fallimento parziale, perché il satellite, pur essendo entrato in orbita, non ha raggiunto l’orbita prevista.

### M-V
La versione M-V (o Mu-5) era un razzo a quattro stadi e poteva lanciare in orbita terrestre bassa un carico utile di 800 Kg. È stata lanciata sette volte tra il 1997 e il 2006 con un solo fallimento, verificatosi il febbraio del 2000.